# Cleapa formosae
Cleapa formosae är en fjärilsart som beskrevs av Embrik Strand 1918. Cleapa formosae ingår i släktet Cleapa och familjen tandspinnare. Inga underarter finns listade i Catalogue of Life.